# ГЕС Біг-Крік 1
ГЕС Біг-Крік 1 — гідроелектростанція у штаті Каліфорнія (Сполучені Штати Америки). Знаходячись між ГЕС Портал (10 МВт, вище по сточищу) та ГЕС Біг-Крік 2, входить до складу однієї з гілок гідровузла у верхній частині сточища річки Сан-Хоакін, яка починається на західному схилі гір Сьєрра-Невада та впадає до затоки Сан-Франциско.

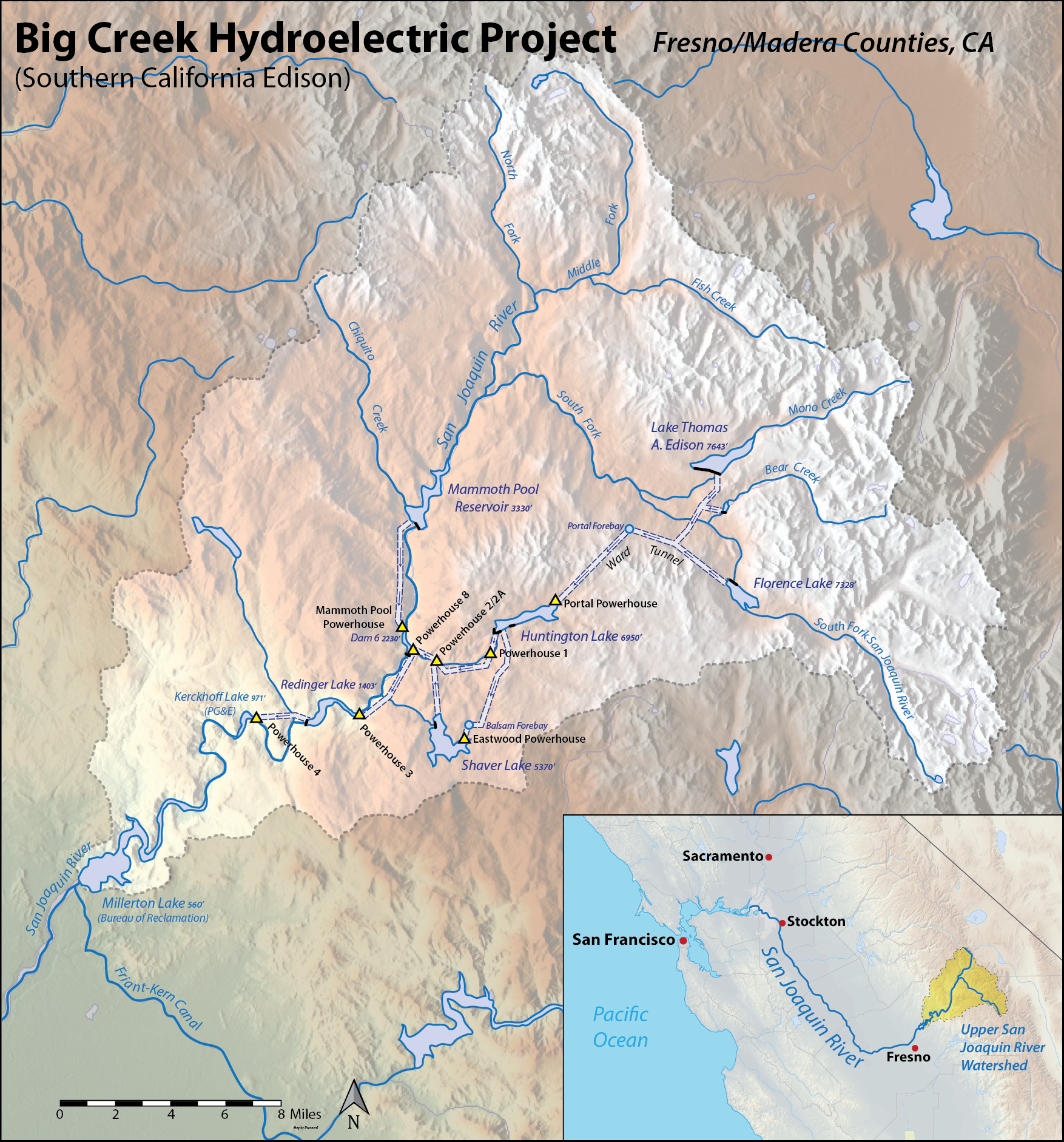
Схема гідровузла Біг-Крік

Ресурс для роботи станції отримують з водосховища Хантінгтон-Лейк, створеного на річці Біг-Крік, лівій притоці Сан-Хоакін. Його утримують чотири греблі — три бетонні гравітаційні висотою 52, 37 та 50 метрів при довжині 407, 568 та 195 метрів, а також бетонна структура заввишки 7 метрів та завдовжки 80 метрів, яку згодом підсилили земляною відсипкою на кожній зі сторін. Створений ними резервуар має площу поверхні 5,8 км2 та об'єм 110 млн м3.
Окрім власного стоку, до сховища Хантінгтон через малу ГЕС Портал надходить ресурс, зібраний у сточищі Соуз-Форк-Сан-Хоакін (так само ліва притока Сан-Хоакін, котра впадає вище від Біг-Крік) та спрямований через тунель Вард. Останній починається у водосховищі Флоренс-Лейк, розташованому на самій Соуз-Форк-Сан-Хоакін, та по дорозі приймає відгалуження від водосховища Томаса А. Едісона, котре знаходиться на її правій притоці Моно-Крік (оскільки тунель Вард прямує по лівобережжю, відгалуження від Моно-Крік перетинає долину Соуз-Форк-Сан-Хоакін по сифону). При цьому додатковий ресурс захоплюють із цілого ряду інших приток Соуз-Форк-Сан-Хоакін, як то Хупер-Крік (деривація до резервуару Флоренс-Лейк), Варм-Крік (деривація до сховища Томаса А. Едісона), Bear Creek (водозабір з'єднано з тунелем від резервуару Томаса А. Едісона), Chinquapin Creek (та її притоки Кемп-62-Крік), Болсілло-Крік і Кемп-61-Крік.
Зі сховища під правобережним гірським масивом Біг-Крік прокладений дериваційний тунель завдовжки 1,2 км з діаметром 3,7 метра, який переходить у два водоводи завдовжки по 2 км з діаметрами 2,1 та 1,5 метра. Перший з них розгалужується на три напірні водоводи завдовжки по 1,3 км зі спадаючим діаметром від 1,1 до 0,9 метра, тоді як другий живить один напірний водовід тієї ж довжини з діаметром від 1,4 до 0,9 метра.
Основне обладнання станції становлять чотири турбіни типу Пелтон потужністю після модернізації 19,8 МВт, 15,8 МВт, 21,6 МВт та 31,2 МВт. Вони використовують напір у 650 метрів та в 2018 забезпечили виробництво 345 млн кВт-год електроенергії.
Відпрацьована вода потрапляє у створений на Біг-Крік невеликий резервуар, з якого спрямовується на станцію Біг-Крік 2. При цьому можливо відзначити, що зі сховища Хантінгтон-Лейк ресурс також подається на іншу гілку гідровузла, котра включає станції Іствуд та Біг-Крік 2А (машинний зал останньої розташований поряд з аналогічною спорудою Біг-Крік 2).